# Jean-Philippe Thiellay
 (août 2022).
Jean-Philippe Thiellay, né le 26 mars 1970 à Marseille, est un haut fonctionnaire (conseiller d'État) et essayiste français, spécialiste de musique et d’opéra en particulier.

## Formation
Jean-Philippe Thiellay étudie de 1984 à 1989 au lycée Thiers de Marseille. Après une hypokhâgne et une khâgne, il est admis à l’Institut d'études politiques de Paris, dont il sort diplômé en 1992, en même temps qu'il obtient une licence d'histoire à l'université d'Aix-Marseille. En 1996, il sort de l'École nationale d'administration (ENA), promotion « Victor Schœlcher ».

## Carrière

### Au Conseil d'État
Après sa sortie de l'ENA, Jean-Philippe Thiellay intègre le Conseil d'État.
Il passe quatre années (1996-2000) au sein de la cinquième chambre où il se spécialise dans les questions de droit de l'audiovisuel, la police administrative et le droit de la responsabilité. Il est également membre de la section des travaux publics (1999-2000 et 2001-2003)[réf. nécessaire].
De 2007 à 2012, il est commissaire du gouvernement puis rapporteur public à la section du contentieux au Conseil d'État. De 2013 à 2014, il est assesseur au sein de la 5e chambre de la section du contentieux[réf. nécessaire].

### Au sein de l'administration et en cabinet ministériel
En début de carrière, il est conseiller juridique du directeur des Archives de France au sein du ministère de la Culture, puis, de 1997 à 2000, il est conseiller juridique de la ministre de l'emploi et de la solidarité, Martine Aubry, plus particulièrement chargé des questions de lutte contre les discriminations[réf. souhaitée],. Il contribue également à l'élaboration[réf. nécessaire] de la loi dite « emploi jeunes » et à la loi de « lutte contre les exclusions ».
En 2000-2001, il est conseiller technique chargé des questions juridiques et internationales au cabinet du secrétaire d'État à l’Outre-mer, Jean-Jack Queyranne puis Christian Paul.
De 2003 à 2006, Jean-Philippe Thiellay est détaché au ministère des Affaires étrangères comme deuxième conseiller à l'Ambassade de France près le Saint-Siège, à Rome, sous la direction des ambassadeurs Pierre Morel puis Bernard Kessedjian.
En 2012, il devient conseiller pour les institutions, les libertés publiques, la réforme de l'État et la décentralisation au cabinet du Premier ministre socialiste Jean-Marc Ayrault où il ne reste que quelques mois.

### Enseignement
Jean-Philippe Thiellay a enseigné le droit public à l'Institut d'études politiques de Paris (1996-2000)[réf. nécessaire] et à l'université Lille-II (1999-2011) comme professeur associé. Il a, à cette période, publié différents ouvrages à caractère juridique.
A l'Institut d'études politiques de Paris, il a assuré pendant quatre ans un enseignement de découverte du monde de l'opéra (art lyrique, management), avec notamment des réflexions sur l'économie du spectacle vivant et l'avenir de l'opéra[réf. nécessaire].

### Dans le domaine de la musique

#### Directeur général adjoint de l'Opéra national de Paris (2014-2019)
D'abord vice-président de la caisse des retraites de l'Opéra de Paris entre 1999 et 2013, Jean-Philippe Thiellay devient directeur général adjoint de l'opéra en août 2014,, aux côtés de Stéphane Lissner, fonctions qu'il exerce jusqu'à la fin 2019.
Pendant ce mandat, l’Opéra a dû faire face à un gel de la subvention versée par le ministère de la culture, compensé par une forte augmentation des recettes propres et en particulier du mécénat passé de 12 M€ à près de 19M€ entre 2014 et 2019. En novembre 2017, Thiellay signe un contrat avec Devialet pour un partenariat comprenant l’ouverture d’un espace dédié au sein du Palais Garnier,.
L’équipe Lissner-Thiellay innove en ouvrant les avant-premières aux jeunes de moins de 28 ans et en proposant des soirées « Ma première fois » pour élargir et renouveler le public de l’Opéra, par exemple avec l’opération « Moins de 40 ans, Moins 40% » ou encore « L’opéra pour moi aussi » que Thiellay monte avec la ville de Sarcelles. L’Opéra ouvre une plateforme audiovisuelle baptisée « 3e scène » ainsi qu’une web-app pédagogique et ludique, Aria,. Jean-Philippe Thiellay s’est également engagé comme membre du jury du concours « Voix des outre-mer » dont il a accueilli la finale à l’Opéra Bastille[réf. nécessaire].
Thiellay pilote le projet d’achèvement de l’Opéra Bastille, avec la salle modulable qui doit être terminée et le rapatriement des ateliers Berthier, annoncés par le Président de la République François Hollande en 2016 et finalement abandonnés depuis lors. L’Opéra de Paris se dote de son premier contrat d’objectifs et de performance[réf. nécessaire].
Sur le plan social, la direction est confrontée à des mouvements sociaux durs au moment de la loi El Khomri (2016)[réf. nécessaire] ou encore de la réforme des retraites (2019)[réf. nécessaire] dans le contexte de relations syndicales tendues. Elle doit également gérer des crises de nature très variée comme les attentats du 13 novembre 2015 et leurs conséquences sur l’Opéra, le départ de Benjamin Millepied, remplacé par Aurélie Dupont en 2016[réf. nécessaire], une polémique sur la rénovation des loges du Palais Garnier ou encore la contestation interne au ballet en 2018[réf. nécessaire].
Le mandat Lissner-Thiellay a donné lieu à un film documentaire, L’Opéra, réalisé par Jean-Stéphane Bron
Parallèlement à ses fonctions à l'Opéra, il est nommé administrateur du Volcan, scène nationale du Havre, par Édouard Philippe, alors maire de la ville, qu'il connaît depuis Sciences-Po,. En novembre 2018, il entre au conseil d’orientation des Chorégies d'Orange.[réf. nécessaire]
En 2019, il est pressenti pour devenir directeur général de l'Opéra de Lyon, en remplacement de Serge Dorny, avant qu'une lettre de défiance signée par la CGT locale ne vienne compromettre définitivement cette nomination.

#### Président du Centre national de la musique (2020-2025)
Le 26 novembre 2019, le ministère de la Culture annonce, par un communiqué de presse, la nomination de Jean-Philippe Thiellay comme premier président du nouveau Centre national de la musique, dont la création a été votée à l'automne 2019 et qui voit le jour le 1er janvier 2020. Cette nomination est vue par certains comme une décision d'Édouard Philippe, qui aurait décidé de l'imposer au détriment d'autres candidats tels que Catherine Ruggeri, qui avait la charge de présider la mise en œuvre du Centre national de la musique durant l'année 2019,. Il est nommé président du Centre national de la musique par un décret du 26 décembre 2019. Il prend ses fonctions le 1er janvier 2020.

##### Mise en place du CNM
Thiellay met en place l’établissement qui succède au Centre national de la variété, de la chanson et du jazz et qui fusionne, an 1er novembre 2020, avec quatre associations intervenant dans le champ musical (Bureau export, IRMA, Fonds pour la création musicale et CALIF). Il installe le CNM dans un nouveau siège, dans le XIIIe arrondissement de Paris.

##### Intervention du CNM dans la crise du Covid-19
Dès mars 2020, le CNM met en place un fonds d’urgence pour la filière musicale et l’État renfloue fortement l’établissement tout au long de la crise. Le CNM dispose ainsi de 100M€ en 2020, 190M€ en 2021 et encore 194M€ en 2022. De très nombreux programmes d’aides sont mis en place en faveur de l’ensemble de la filière musicale, des auteurs compositeurs jusqu’aux disquaires. Centré sur les musiques actuelles, le CNM, sous l’impulsion[passage promotionnel] de Thiellay, est aussi massivement intervenu en faveur de la musique classique, en particulier en faveur des festivals 2021.

##### Observatoire de la musique et études
Le CNM a, dès 2020, conduit des études sur les enjeux majeurs de la filière musicale. Le ministre de la culture Franck Riester a ainsi confié à Jean-Philippe Thiellay une mission sur le mode de répartition des revenus sur les plateformes de streaming (user centric) et Thiellay a indiqué, à la publication de l’étude que, si le mode user centric constituait à l’évidence un mode de répartition des revenus très différents, avec un impact positif pour les esthétiques et les artistes les moins écoutés, en revanche, une telle modification n’aurait qu’une portée pour l’essentiel symbolique, en l’état actuel des données. Depuis, le CNM conduit une étude sur la manipulation des streams sur les plateformes de streaming.
En mars 2022, Thiellay met en place le CNM lab, think tank du CNM qui publie un premier ouvrage sur « La musique en 2030 ».

##### Égalité femmes-hommes
En mars 2020, le ministre de la Culture confie à Jean-Philippe Thiellay une mission sur l'égalité entre les femmes et les hommes dans le domaine de la musique. Le CNM rend un rapport sur la place des femmes dans les festivals et élabore un protocole de prévention des violences et harcèlements à caractère sexuel et sexiste, dont la mise en œuvre et le respect conditionnent l’octroi d’aides publiques, depuis le 1er janvier 2021. Thiellay en fait une des priorités du CNM,.

##### Action territoriale et outre-mer
Conformément aux missions de l’établissement, Jean-Philippe Thiellay signe des conventions et des « contrats de filière » avec plusieurs collectivités territoriales, notamment Clermont Auvergne Métropole ou le département de l'Isère.
Dès le début de son mandat, Thiellay fait de l’action en direction des outre-mer un enjeu pour l’établissement et crée un comité stratégique dédié. Dans la crise, il met en place un fonds d’urgence d’un million d’euros.

##### Fin de mandat
Le 13 janvier 2025, Thiellay annonce qu'il quitte ses fonctions, à la fin de son mandat que le président de la République a décidé de ne pas renouveler. Son bilan est jugé « positif » par Diapason, et « par la majorité des acteurs de la vie musicale » et « impressionnant » par Télérama. 

## Essayiste et critique musical
Cette section ne s'appuie pas, ou pas assez, sur des sources secondaires ou tertiaires indépendantes du sujet. Le texte peut contenir des analyses inexactes ou inédites de sources primaires.
Pour l'améliorer, ajoutez-en, ou placez des modèles {{Source secondaire souhaitée}} ou {{Source secondaire nécessaire}} sur les passages mal sourcés. (janvier 2023)
Jean-Philippe Thiellay a collaboré avec plusieurs journaux ou médias, comme critique et chroniqueur dans le domaine de l'Opéra : Classica, Forum opéra, nonfiction.fr[réf. nécessaire]. Il est régulièrement invité de La Tribune des critiques de disques sur France Musique[source secondaire souhaitée].
Il a publié aux éditions Actes Sud deux ouvrages en collaboration avec son père Jean Thiellay: Rossini (2012, réédité en 2019) et Bellini (2013). Il a également publié chez le même éditeur un ouvrage sur Meyerbeer (2018).
En novembre 2021, il publie un essai, L'opéra, s'il vous plaît. Plaidoyer pour l'art lyrique, aux éditions Les Belles Lettres dans lequel il pose la question de l'avenir du spectacle d'opéra, au regard de lourds difficultés économiques, politiques et sociétales, et avance des pistes pour remettre le lyrique au centre de la culture populaire,,,,,,,,.

## Engagements
En 2008, il crée la Fondation Terra Nova avec Olivier Ferrand dont il est proche. A la mort brutale d’Olivier Ferrand, en 2012, Thiellay assure la présidence,. Il reste depuis lors le vice-président du conseil d’administration du think tank, présidé depuis 2017 par l’ancien Premier ministre béninois Lionel Zinsou et dont le directeur général est Thierry Pech. Il y a signé des rapports et notes, dont une histoire des dix premières années du think tank.
En février 2020, il a été élu en tant que personnalité qualifiée membre du conseil d'administration de l'université Paris sciences et lettres[pertinence contestée].

## Distinctions
Jean-Philippe Thiellay est officier dans l'ordre des arts et des lettres.

## Publications
- Jean-Philippe Thiellay, Meyerbeer, Actes Sud, 2018
- Jean-Philippe Thiellay, Jean Thiellay, Bellini, Actes Sud, 2013
- Jean-Philippe Thiellay, Jean Thiellay, Rossini, Actes Sud, 2019 (2e  édition)
- Jean-Philippe Thiellay, Christine Maugüé, La responsabilité du service public hospitalier, LGDJ-Lextenso, 2010, 204 p.
- Jean-Philippe Thiellay, Droit des outre-mers, Dalloz, 2007
- Jean-Philippe Thiellay, Les clefs de la nationalité française, Berger-Levrault, 2005, 317 p. (2e  édition)
- Jean-Philippe Thiellay, L'opéra, s'il vous plaît, Les Belles Lettres, 2021, 232 p.